# Lille Palle
Palle Andersen, bedre kendt som Lille Palle (født 19. september 1942 på Frederiksberg, død 22. december 2023 i Gilleleje) var en dansk sanger og harmonikaspiller.
I afsnit 23 af tv-serien Matador optrådte han i en birolle som harmonikaspillende sanger i Jernbanerestauranten.
Lille Palle medvirkede i Nykøbing F. Revyen i 1960. Han fik sit tilnavn på Bakkens Hvile, hvor han blev præsenteret som "her kommer så vores egen lille Palle".

## Diskografi i udvalg
- Kom put dig under dynen (1975)
- Syng med lille palle andersen (1982)
- Syng med (1982)
- Det' livet min dreng (1984)
- Lille palle født andersen (1987)
- Du er min bedste ven (1988)

## Filmografi
- Matador, musiker i episode 23 (1981)
- Piger i trøjen 2 (1976)
- Piger til søs (1977)